# Casamanya
El pic del Casamanya està situat al cor d'Andorra, i està format per tres pics:
- Casamanya Sud 2.740m.
- Casamanya Mig 2.725m.
- Casamanya Nord 2.752m.

Aquest pic vertebra Andorra deixant, mirant cap al sud, a la banda dreta el Valira del Nord i a l'esquerra el Valira d'Orient.
El cim del Casamanya Nord (2.752m.), està inclòs a la llistat dels 100 cims de la FEEC.

## Galeria fotogràfica

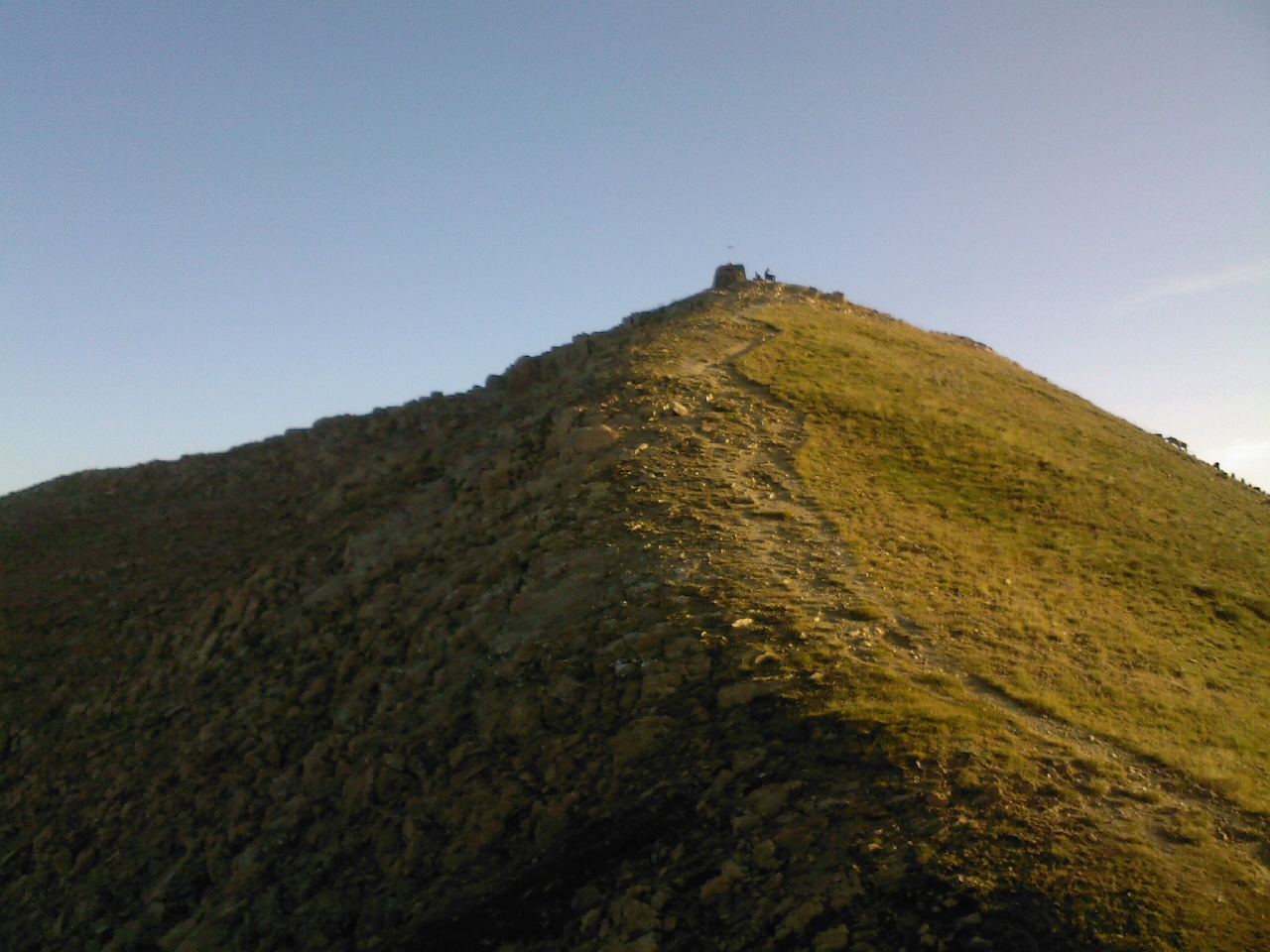
Casamanya vist des del nord.
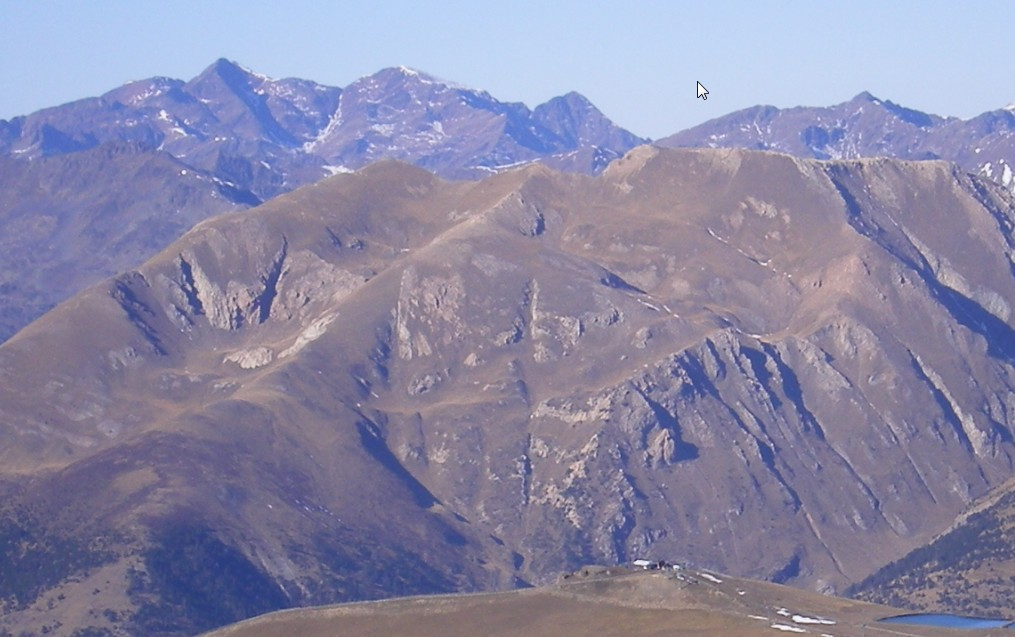
Casamanya vist des del Pic Alt del Cubil. Encamp. Valira d'Orient.
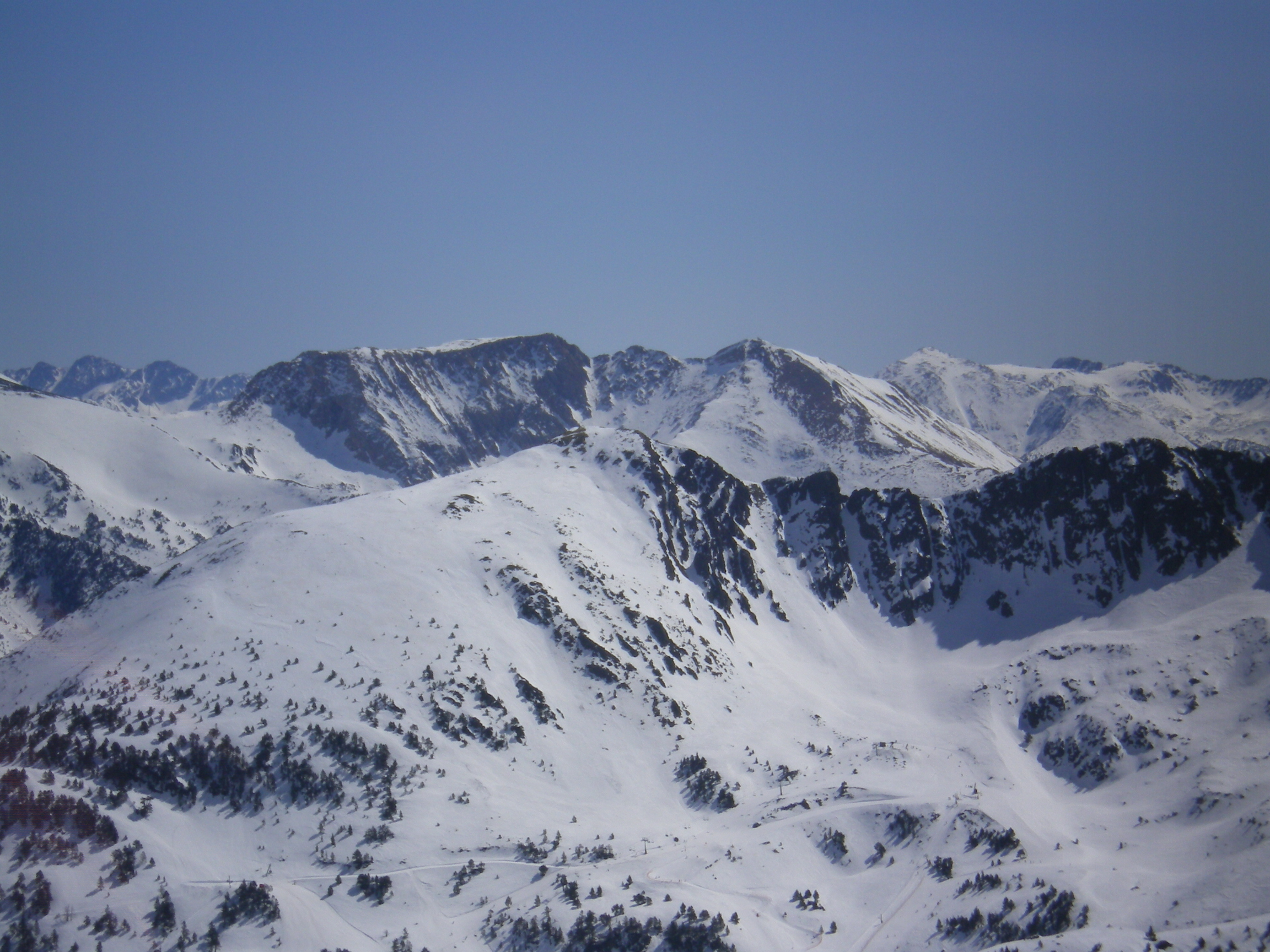
Casamanya vist des de la zona de Creussans a l'estació d'esquí d'Ordino-Arcalis. Ordino. Valira Nord.